# Kính hiển vi Lorentz
Kính hiển vi Lorentz, hay đầy đủ là Kính hiển vi điện tử truyền qua Lorentz, là một loại kính hiển vi điện tử truyền qua được sử dụng để phân tích cấu trúc từ của vật rắn dựa trên hiện tượng lệch quỹ đạo của điện tử dưới tác dụng của lực Lorentz do tương tác với trường tĩnh điện và từ trường của mẫu vật rắn khi truyền qua vật. Kính hiển vi Lorentz là một trong những công cụ phân tích cấu trúc điện từ mạnh, được sử dụng phổ biến trong các ngành vật lý chất rắn, khoa học vật liệu, từ học...

## Nguyên lý của thiết bị

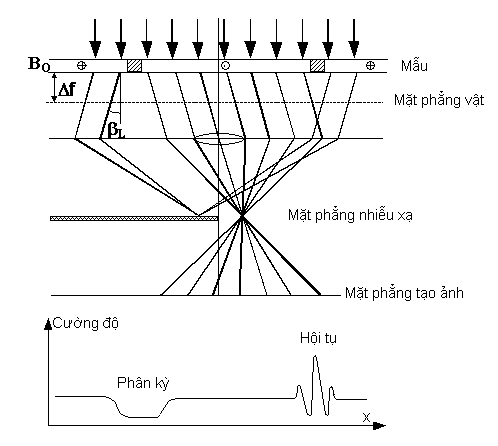
Sơ đồ nguyên lý chế độ tạo ảnh Fresnel trong kính hiển vi Lorentz

Khác với các chế độ ghi ảnh thông thường của TEM là ghi lại sự tương phản thông qua điện tử tán xạ trên cấu trúc tinh thể của mẫu, kính hiển vi Lorentz ghi ảnh thông qua ghi lại sóng điện tử tán xạ trên mômen từ và lệch do trường tĩnh điện.
Khi một sóng điện tử truyền qua một mẫu mỏng có từ tính, quỹ đạo sẽ bị lệch do lực Lorentz, và góc lệch được xác định bởi công thức:
{\displaystyle \beta ={\frac {e.B_{0}\lambda .t}{h}}}
với {\displaystyle e} là điện tích của điện tử, {\displaystyle B_{0}} là cảm ứng từ trong mẫu, {\displaystyle \lambda } là bước sóng của sóng điện tử, {\displaystyle t} là chiều dày của mẫu, {\displaystyle h} là hằng số Planck.
Trên thực tế, giá trị của góc lệch này khá nhỏ (chỉ dưới 0,1 mrad) so với góc lệch do tán xạ trên mạng tinh thể vì thế trong chế độ ghi ảnh thông thường của TEM không ghi nhận được.
Trong chế độ Lorentz, người ta sẽ ngắt dòng điện của cuộn dây vật kính (không tạo ra ảnh thông thường), mà thay bằng cặp thấu kính đối xứng qua vị trí mẫu, gọi là thấu kính Lorentz. Thấu kính này có tác dụng khuếch đại góc lệch này để ghi lại sự lệch pha đó.
Về mặt thực chất, quá trình ghi ảnh Lorentz là quá trình ghi lại cường độ sóng điện tử đã bị lệch pha do 2 yếu tố trường tĩnh điện và từ trường. Độ lệch pha được đóng góp bởi hai thành phần, thành phần do trường tĩnh điện và do trên từ trường. Thành phần do từ trường được cho bởi:
{\displaystyle \phi _{m}(x,y)=-{\frac {e}{\hbar }}\int _{-\infty }^{\infty }{\vec {A}}{\vec {dl}}}

với {\displaystyle \hbar } là hằng số Planck rút gọn, {\displaystyle {\vec {A}}={\frac {1}{4\pi }}\int \int \int {\frac {\nabla \times {\vec {B}}}{{\vec {r}}-{\vec {r'}}}}d^{3}{\vec {r}}} là thế véctơ sinh ra bởi cảm ứng từ {\displaystyle {\vec {B}}} sinh ra trong mẫu. 

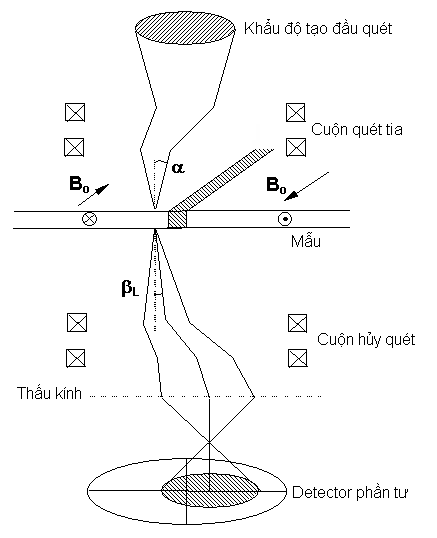
Nguyên lý của chế độ ghi ảnh tương phản pha DPC

Thành phần lệch pha do tương tác với trường tĩnh điện được cho bởi:
{\displaystyle \phi _{e}(x,y)={\frac {\pi Vt}{\lambda E}}}
với {\displaystyle V,E,\lambda } lần lượt là nội trường tĩnh điện trung bình của mẫu, năng lượng của chùm điện tử và bước sóng của sóng điện tử.
Ảnh ghi được thực chất là cường độ của sóng điện tử (có thành phần dịch pha) được ghi tại mặt phẳng tạo ảnh, tùy theo từng chế độ ghi ảnh khác nhau (Fresnel hay DPC) có thể tỉ lệ khác nhau với độ dịch pha.

## Các chế độ đo của hiển vi Lorentz
- Chế độ Fresnel

(Xem bài chi tiết Ảnh Fresnel)
Chế độ Fresnel là chế độ ghi ảnh đơn giản nhất của hiển vi Lorentz. Ở chế độ này, người ta không dùng vật kính để hội tụ chùm tia để tạo ảnh, mà dùng thấu kính Lorentz để phân kỳ để dịch ảnh ra khỏi vị trí hội tụ, cách mặt phẳng vật một khoảng {\displaystyle \Delta f} (defocus) phía trên hoặc phía dưới vật. Ở vị trí đó, ảnh cho được sẽ cho hình ảnh tương phản về vách đômen, là các vạch đen hay trắng, tương ứng với các chùm tia phân kỳ hoặc gặp nhau. Trên quan điểm cơ học lượng tử, thực chất độ sáng của ảnh (cường độ của sóng điện tử) là hàm bậc nhất của đạo hàm bậc 2 của độ lệch pha:
{\displaystyle I(x,y,\Delta f)=A^{2}(x,y)-{\frac {\Delta f.\lambda }{2\pi }}\nabla _{\bot }[A(x,y)\nabla _{\bot }(\phi (x,y))]}
với {\displaystyle A(x,y)} là biên độ sóng điện tử, {\displaystyle \lambda } là bước sóng, {\displaystyle \phi (x,y)} là độ lệch pha của sóng khi truyền qua mẫu vật. Dấu hiệu {\displaystyle \bot } là quy ước thành phần vuông góc với phương truyền sóng.
- Chế độ Foucault

Là chế độ ghi ảnh theo kỹ thuật giao thoa các chùm điện tử tán xạ từ các phương khác nhau khi tán xạ qua các đômen từ. Chùm điện tử chiếu song song qua mẫu và tạo ra ảnh trên mặt phẳng tiêu phía sau của thấu kính Lorentz (giống như chế độ ghi ảnh trường tối) và cho tương phản giữa các đômen từ.
- Chế độ chế độ tương phản pha - DPC

(Xem bài chi tiết Tương phản pha vi sai)
Chế độ DPC cho ảnh tương phản giữa các đômen từ bằng cách sử dụng chùm điện tử hội tụ quét trên mặt mẫu, do đó chỉ có thể thực hiện được trên các STEM (Scanning Transmission Electron Microscopy - kính hiển vi điện tử truyền qua quét). Chế độ DPC ghi lại sự khác biệt về độ lệch pha của sóng điện tử khi truyền qua các đômen từ khác nhau bằng cách cho chùm điện tử truyền qua giao thoa với nhau (được ghi lại bằng một detector đặc biệt gọi là detector phần tư), do đó cho hình ảnh tương phản của các đômen (tương tự như ảnh Foucault nhưng có khả năng tạo ra độ phân giải khác nhau tùy từng chế độ).

## Cải tiến của hiển vi Lorentz
- Các bộ phận từ hóa Ảnh DPC của mẫu hợp kim permalloy kích cỡ 1000x200 nm², dày 40 nm trên màng SiN được ghi bởi kính hiển vi Philips CM20, cho hình ảnh về các đômen từ có độ tương phản khác nhau

Ảnh DPC của mẫu hợp kim permalloy kích cỡ 1000x200 nm², dày 40 nm trên màng SiN được ghi bởi kính hiển vi Philips CM20, cho hình ảnh về các đômen từ có độ tương phản khác nhau

Để làm tăng các tính năng của kính hiển vi Lorentz, người ta bổ sung các phần trong kính. Khi hoạt động ở chế độ Lorentz, vật kính của kính hiển vi điện tử truyền qua thường được tắt để thay vào đó là sự hoạt động của thấu kính Lorentz. Ở nhiều kính mạnh, người ta sẽ lắp hai cuộn dây vật kính đối xứng qua vị trí mẫu. Khi ở chế độ Lorentz, nếu cho vật kính hoạt động thì đồng thời cả hai cuộn hoạt động và từ trường trong buồng sẽ chỉ có giá trị tại vị trí đặt mẫu, khi mẫu nằm ở vị trí cân bằng, từ trường này vuông góc với mẫu. Các bộ giữ mẫu có khả năng nghiêng mẫu và sẽ có thành phần từ trường tác dụng theo phương song song với bề mặt mẫu. Kỹ thuật này cho phép tạo ra từ trường từ hóa mẫu, giúp cho việc nghiên cứu cấu trúc đômen một cách trực tiếp trong quá trình từ hóa.
- Toàn ảnh điện tử

Toàn ảnh điện tử (electron holography) hay Toàn ký điện tử là một kỹ thuật nghiên cứu cấu trúc từ của vật rắn dựa trên hiện tượng ghi ảnh toàn ký của sóng điện tử. Sóng điện tử khi truyền qua mẫu (có sự dịch pha do các thành phần từ trường và tĩnh điện) sẽ giao thoa với sóng điện tử ban đầu và kết quả là ảnh sẽ cho ta hình ảnh về cấu trúc từ của vật (về mặt bản chất cũng là ghi lại sự dịch pha giống như ảnh Fresnel).

## Ưu điểm và hạn chế
- Ưu điểm của kính hiển vi Lorentz

Kính hiển vi Lorentz cho độ phân giải không gian rất cao (đạt dưới 10 nm), đồng thời cho đầy đủ các thông tin về cấu trúc đômen (đômen và vách đômen) của mẫu, ghi ảnh trực tiếp và rất đơn giản.
Rất nhạy với cảm ứng từ, do đó có thể ghi lại cả sự phân bố các trường phân tán, cho các thông tin về sự phân bố không gian của cả các thành phần cảm ứng từ phức tạp.
Có thể tiến hành ghi ảnh trực tiếp theo thời gian thực (ghi hình ảnh động)
- Hạn chế của kính hiển vi Lorentz

Thực chất ảnh ghi lại là độ lệch pha do cả hai thành phần điện và từ. Do đó, chỉ có thể phân tích đầy đủ khi tiến hành thêm các thủ tục phục hồi pha để tách các thành phần này riêng biệt nhau.
Không cho thông tin về thành phần cảm ứng từ song song với chiều của sóng điện tử. Đối với các màng đa lớp, không thể tách riêng các ảnh mang thông tin riêng biệt của từng lớp.
Không cho sự tương phản về ảnh cấu trúc đômen phản sắt từ.
Độ phân giải thời gian còn hạn chế (chỉ khoảng 20 ms).